# Nir Jisra’el
Nir Jisra’el (hebr. ניר ישראל) – moszaw położony w samorządzie regionu Chof Aszkelon, w Dystrykcie Południowym, w Izraelu.
Leży w północno-zachodniej części pustyni Negew, w odległości 5 km na wschód od miasta Aszkelon, w otoczeniu wioski Kefar Silwer, moszawów Berechja i Hodijja, oraz kibucu Niccanim. Na wschód od moszawu znajduje się duża baza wojskowa Sił Obronnych Izraela.

## Historia
Moszaw został założony w 1949 przez żydowskich imigrantów z Węgier i Czechosłowacji. Został nazwany na cześć Jisra’ela Tibbera, który ofiarował duże środki finansowe na rzecz Żydowskiego Funduszu Narodowego.

## Kultura i sport
W moszawie jest ośrodek kultury i sportu, przy którym jest boisko do piłki nożnej oraz korty tenisowe.

## Gospodarka
Gospodarka moszawu opiera się na intensywnym rolnictwie, sadownictwie, uprawach w szklarniach i hodowli drobiu.
Firma Queen Pack Ltd. produkuje różnorodne opakowania, kalkomanie oraz przygotowuje akcje promocyjne sprzedaży produktów.

## Komunikacja
Wzdłuż zachodniej granicy moszawu przebiega droga ekspresowa nr 4  (Erez-Kefar Rosz ha-Nikra), brak jednak możliwości bezpośredniego wjazdu na nią. Z moszawu wychodzi lokalna droga, którą jadąc na południe dojeżdża się do skrzyżowania z drogą ekspresową nr 3  (Aszkelon-Modi’in-Makkabbim-Re’ut).